# Kristian Sbaragli
Kristian Sbaragli (Empoli, 8 mei 1990) is een Italiaans wielrenner die anno 2024 rijdt voor Team corratec-Vini Fantini.

## Belangrijkste overwinningen
2006
 Italiaans kampioen op de weg, Nieuwelingen
2012
Trofeo Edil C
Trofeo Gianfranco Bianchin
2013
1e en 5e (ploegentijdrit) etappe Ronde van Korea
2015
10e etappe Ronde van Spanje

## Resultaten in voornaamste wedstrijden
| Jaar | Ronde van Italië | Ronde van Frankrijk | Ronde van Spanje |
| ---- | ---------------- | ------------------- | ---------------- |
| 2013 |                  |                     |                  |
| 2014 |                  |                     | 104e             |
| 2015 |                  |                     | 105e (1)         |
| 2016 | 92e              |                     | 82e              |
| 2017 | 101e             |                     |                  |
| 2018 | 111e             |                     |                  |
| 2019 | 77e              |                     |                  |
| 2020 |                  |                     |                  |
| 2021 |                  | 106e                |                  |
| 2022 |                  | 71e                 |                  |
| 2023 | 85e              |                     |                  |
| 2024 |                  |                     |                  |
| 2025 |                  |                     |                  |

| Jaar | Milaan-San Remo | Gent-Wevelgem | Amstel Gold Race | Luik-Bast.‑Luik | Ronde van Lombardije | Parijs-Tours | Waalse Pijl |  | WK op de weg |  | Wereldranglijsten |
| ---- | --------------- | ------------- | ---------------- | --------------- | -------------------- | ------------ | ----------- |  | ------------ |  | ----------------- |
| 2013 | 53e             |               |                  |                 |                      | 112e         |             |  |              |  |                   |
| 2014 | 50e             | 29e           |                  |                 |                      | 7e           |             |  |              |  |                   |
| 2015 | 71e             | opgave        | 20e              |                 |                      |              |             |  |              |  |                   |
| 2016 |                 |               | 62e              |                 | opgave               | 16e          |             |  |              |  | 187e (UWT)        |
| 2017 | 32e             |               | 16e              |                 |                      |              |             |  |              |  | 172e (UWT)        |
| 2018 | 69e             |               | 39e              |                 |                      |              |             |  |              |  | 205e (UWR)        |
| 2019 | 69e             |               | 20e              |                 | 39e                  |              |             |  |              |  | 133e (UWR)        |
| 2020 | 27e             |               |                  | 34e             | 34e                  | 60e          | 29e         |  |              |  |                   |
| 2021 | 61e             |               | 7e               | 51e             | 47e                  |              | 25e         |  |              |  |                   |
| 2022 | 39e             |               | 35e              | 47e             | 90e                  |              | 68e         |  |              |  |                   |
| 2023 | 103e            |               |                  |                 | 88e                  |              |             |  | 34e          |  |                   |
| 2024 | 84e             |               |                  |                 |                      |              |             |  |              |  |                   |
| 2025 | 138e            |               |                  |                 |                      |              |             |  |              |  |                   |

## Ploegen
- 2013 –  MTN-Qhubeka
- 2014 –  MTN-Qhubeka
- 2015 –  MTN-Qhubeka
- 2016 –  Team Dimension Data
- 2017 –  Team Dimension Data
- 2018 –  Israel Cycling Academy
- 2019 –  Israel Cycling Academy
- 2020 –  Alpecin-Fenix
- 2021 –  Alpecin-Fenix
- 2022 –  Alpecin-Deceuninck[a]
- 2023 –  Alpecin-Deceuninck
- 2024 –  Team Corratec-Vini Fantini
- 2025 –  Toscana Factory Team Vini Fantini

Ciolek · Debesay · Grmay · Janse van Rensburg · Jim · Konovalovas · Meintjes · Niyonshuti · Pardilla · Potgieter · Reguigui · Reimer · Russom · Sbaragli · Stauff · Tewelde · Thomson · van Niekerk · Venter · Wesemann · van Zyl
Augustyn · Ciolek · Debesay · Dougall · Gerdemann · Grmay · Janse van Rensburg · Jim · Konovalovas · Kudus · Meintjes · Niyonshuti · Pardilla · Potgieter · Reguigui · Reimer · Russom · Sbaragli · Stauff · Teklehaimanot · Tewelde · Thomson · van Niekerk · Venter · Wesemann · van Zyl · Hník (stagiair)
Berhane · Boasson Hagen · Bos · Brammeier · Ciolek · Cummings · Dougall · Farrar · Goss · R.Janse van Rensburg · J.Janse van Rensburg · Jim · Kudus · Meintjes · Niyonshuti · Pauwels · Reguigui · Sbaragli · Stauff · Teklehaimanot · Thomson · van Zyl · Venter · Julius (stagiair)
Antón · Berhane · Boasson Hagen · Bos · Brammeier · Cavendish · Cummings · Debesay · Dougall · Eisel · Farrar · Fraile · Haas · J.Janse van Rensburg · R.Janse van Rensburg · Jim · Kudus · Meyer · Niyonshuti · Pauwels · Reguigui · Renshaw · Sbaragli · Siwtsow · Teklehaimanot · Thomson · Venter · van Zyl · Eyob (stagiair) · Gebreigzabhier (stagiair) · Gibbons (stagiair)
Antón · Berhane · Boasson Hagen · Cavendish · Cummings · Debesay · Dougall · Eisel · Farrar · Fraile · Gibbons · Haas · J. Janse van Rensburg · R. Janse van Rensburg · King · Kudus · Morton · Niyonshuti · O'Connor · Pauwels · Reguigui · Renshaw · Sbaragli · Teklehaimanot · Thomson · Thwaites · Venter · van Zyl · Dlamini (stagiair) · Eyob (stagiair) · Gebreigzabhier (stagiair)
Ávila · Boivin · Dempster · Díaz · Earle · Enger · Gebremedhin · O. Goldstein · R. Goldstein · Hermans · Jensen · Lemus · Neilands · Niv · Perry · Plaza · Räim · Sagiv · Sbaragli · Schreurs · Turek · Williams · van Winden · Yechezkel
Anderson · Bayer · De Bondt · del Carmen Alvarado · De Tier · De Vreese · Dillier · Eibl · Jans · Janssens · Krieger · Leysen · Meisen · Merlier · Meurisse · Modolo · Philipsen · Pieterse · Planckaert · Richardson · Rickaert · Riesebeek · Sbaragli · Sweeck · Taminiaux · Thwaites · Tulett · Vakoč · D. van der Poel · M. van der Poel · Vergaerde · Vermeersch · Vervaeke · Vine · Walsleben
Anderson · Ballerstedt · Bax · Bayer · De Bondt · De Tier · Dillier · Gaze · Gogl · Janssens · Krieger · Leysen · Mareczko · Merlier · Meurisse · Oldani · Philipsen · Planckaert · Rickaert · Riesebeek · Sbaragli · Stannard · Taminiaux · Thwaites · Van Den Bossche · D. van der Poel · M. van der Poel · Van Keirsbulck · Vermeersch · Vermote · Vine
Ballerstedt · Bayer · Conci · De Bondt · Dillier · Gaze · Ghys · Gogl · Groves · Hermans · Janssens · Kragh Andersen · Krieger · Leysen · Mareczko · Meurisse · Oldani · Osborne · Philipsen · Planckaert · Plowright · Rickaert · Riesebeek · Sbaragli · Sinkeldam · Stannard · Taminiaux · Van Den Bossche · van der Poel  · Vermeersch
Amella · Baldaccini · Balmer (vanaf 14/5) · Bonifazio · Conti · Darbellay · Debons · Carlos González (vanaf 31/3) · Iacchi · Mareczko · Masotto · Monaco · Murgano · Olivero · Padoen · Ponomar · Samudio (vanaf 1/8) · Quartucci · Sbaragli · Stewart · Stöckli · Tsarenko · van Empel · Viviani · Zambelli · Bögli (stagiair) · Parravano (stagiair) · Tissières (stagiair)